# Pierre Simons
Pierre Simons (1797-1843) est un ingénieur belge. Pionnier des chemins de fer, il a étudié et réalisé, avec son collègue et beau-frère Gustave Nicolas Joseph De Ridder, le premier chemin de fer en Belgique de Malines à Bruxelles, et plus généralement d'Anvers à la Prusse. 

## Biographie

### Enfance et Famille
Pierre Simons est né le 20 janvier 1797 à Bruxelles dans une famille d'industriels et notables Bruxellois. Son grand-père, Jean Simons (1737-1822), né à Bruxelles, est un carrossier qui a développé un secteur important de l'industrie de la ville en recherchant la qualité et le luxe et en innovant avec des voitures équipés de vitres. Ses produits sont prisés par les « princes de l'Europe ». Ses ateliers, installés rue de Laeken, emploient plus d'une centaine d'ouvriers. Son père, dénommé également Pierre Simons (1767-1847), est aussi carrossier, il a notamment été chargé de réaliser la voiture offerte par la ville de Bruxelles au premier Consul Bonaparte, avant son décès il vend l'entreprise à un Anglais.

### Ingénieur des ponts et chaussées
Brillant et ayant baigné dans la mécanique durant sa jeunesse, il fait des études d'ingénieur qui le mènent à rejoindre l'administration des ponts et chaussée du royaume uni des Pays-Bas et participe à plusieurs projets de canaux, notamment celui du Canal Charleroi-Bruxelles entre 1823 et la déclaration d'indépendance de la Belgique. 
Ses voyages d'études en Grande-Bretagne avec Gustave De Ridder et Jean-Baptiste Vifquain lui permirent d'observer les balbutiements du chemin de fer à traction vapeur, notamment la Ligne Liverpool - Manchester. Ils mirent beaucoup d'énergie à convaincre le ministre de l'intérieur Charles Rogier et le parlement belge de l'intérêt du chemin de fer pour désenclaver le port d'Anvers, sévèrement délaissé depuis l'indépendance du fait que l'estuaire de l'Escaut fut resté en territoire hollandais. 
Ils devinrent par la suite ingénieurs en chefs de l'administration des Chemins de fer de l'État belge et, en tant que pionniers, furent commissionnés à l'étude de plusieurs lignes, notamment les chemins de fer de Paris à Bruxelles et de Francfort à Berlin.
Pierre Simons sera désigné pour superviser la construction de la Ligne de la Vesdre qui doit relier Liège à la Prusse. La tâche est plus ardue que pour la construction des lignes de plaine et le chantier s'enlise. Privé de son comparse De Ridder, il se voit réduit par le nouveau ministre Léandre Desmaisières à ce seul chantier, vital pour l'économie nationale. Il refuse ce changement qu'il considère comme un désaveu et se voit infliger une mise en disponibilité fin 1841.

### Ingénieur dans le privé
Il prétexte un an plus tard de sa santé chancelante pour refuser un poste à l'administration des routes, chargé de projets couvrant la province de Luxembourg. Il accepte ensuite une proposition de la Compagnie belge de colonisation qui vise à exploiter une concession accordée par le régime de Rafael Carrera (Guatemala). Il s'implique fortement dans ce nouveau défi, et y ruine sa santé.  
Pierre Simons meurt le 14 mai 1843 au large de Tenerife, à bord de la goëlette Louise-Marie sur laquelle il avait embarqué, souffrant, à destination de cette colonie. Selon les us de l'époque, sa dépouille fut inhumée en mer.

## Publications
- avec Gustave De Ridder, Description de la route en fer à établir d'Anvers à Cologne (Mémoire à l'appui du projet d'un chemin à ornières de fer à établir entre Anvers, Bruxelles, Liége et Verviers), Bruxelles, T. Le Jeune, 1833, 3e éd., 90 p., In-8 (BNF 31215130).
- avec Gustave De Ridder, Le Chemin de fer belge, ou Recueil des mémoires et devis pour l'établissement du chemin de fer d'Anvers et Ostende à Cologne, avec embranchement de Bruxelles et de Gand aux frontières de France, Bruxelles, Lacrosse, 1839, 3e éd., 258 p., In-8, tableaux et pl. (BNF 31372038, lire en ligne).

## Distinctions
- 2 mai 1836 : nommé chevalier de l'Ordre de Léopold[4].
- 20 novembre 1837 : nommé officier de l'Ordre de Léopold[5].